# Euskaltel-Euskadi (1994-2013)
La Euskaltel-Euskadi era una squadra maschile spagnola di ciclismo su strada, attiva nel professionismo dal 1994 al 2013.
Sostenuta fino al 2012 dalla Fundación Ciclista Euskadi, era fortemente radicata nei Paesi Baschi e fino al 2012 ingaggiò esclusivamente atleti di origine basca. Ottenne i principali risultati con Samuel Sánchez, secondo al Tour de France 2010 e due volte a podio alla Vuelta a España; vittorie di tappa nei tre Grandi giri arrivarono anche con Roberto Laiseka, Iban Mayo, Igor Antón e Mikel Nieve.

## Storia

### 1993-1997: gli esordi, i primi anni e l'arrivo di Euskaltel
Le origini della squadra risalgono alla fondazione, il 17 giugno 1993 a Derio, della società ciclistica Fundación Ciclista Euskadi (in basco Euskadiko Txirrindularitza Iraskundea): patrocinata dal consiglio della provincia basca di Biscaglia, aveva l'obiettivo dichiarato di «promuovere, sostenere, rendere popolare e sviluppare il ciclismo basco». Anche grazie al sostegno del telaista Orbea e della comunità autonoma dei Paesi Baschi ("Euskadi" in basco), la squadra della fondazione, denominata proprio "Euskadi", poté debuttare nel professionismo a inizio 1994. Il direttore sportivo era Domingo Perurena e l'organico era composto da quindici ciclisti, tutti baschi spagnoli e francesi, tra cui gli esperti Pello Ruiz Cabestany e Rubén Gorospe; la maglia bianco-verde-rossa, inoltre, richiamava i colori dell'Ikurrina, la bandiera basca. In stagione la squadra venne subito invitata alla Vuelta a España e alle principali corse spagnole, ottenendo il primo successo in una frazione della Vuelta al País Vasco con Agustín Sagasti.
Nelle stagioni seguenti, nonostante il supporto dei 5000 soci della Fondazione e i finanziamenti della compagnia petrolifera Petronor, sponsor del team a partire dagli ultimi mesi del 1994, non venne raggiunta un'adeguata stabilità economica, e la formazione rischiò di chiudere. Risale a fine 1997 l'arrivo della compagnia telefonica Euskaltel come sponsor della squadra, e di Julián Gorospe come nuovo direttore sportivo.

### 1999-2003: le prime vittorie alla Vuelta e al Tour

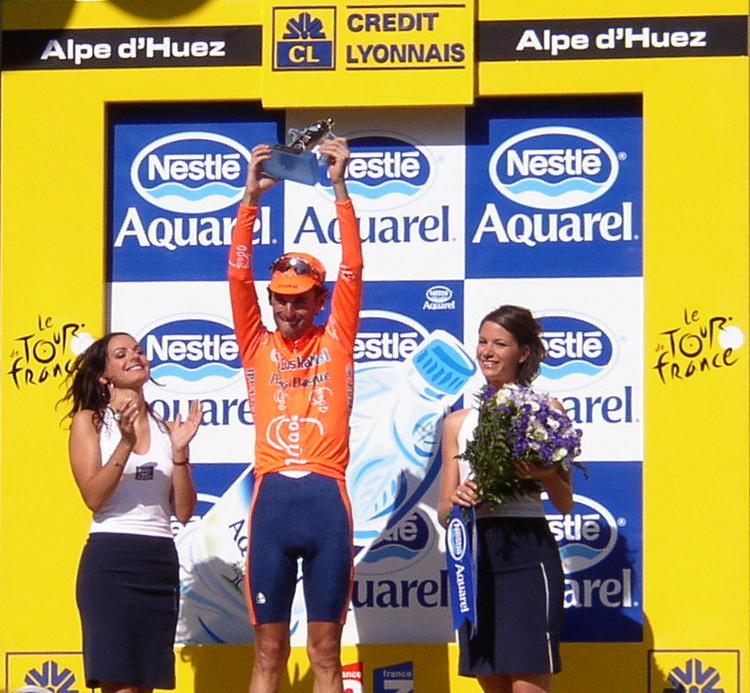
Iban Mayo premiato all'Alpe d'Huez al Tour de France 2003

Nella seconda metà degli anni 1990, dopo il ritiro di Cabestany, il capitano della squadra divenne Roberto Laiseka: fu lui, abile scalatore, a dare all'Euskaltel il primo successo in una tappa della Vuelta a España, nell'edizione 1999 sull'Alto de Abantos, riuscendo a ripetersi alla Vuelta anche l'anno dopo con la vittoria ad Arcalís e il sesto posto finale. Sempre Laiseka portò al successo l'Euskaltel alla prima storica partecipazione al Tour de France, nel 2001, imponendosi sul traguardo di Luz Ardiden. Nel 2000 aveva intanto fatto il suo esordio una nuova maglia societaria, completamente arancione, divenuta in seguito una costante e un simbolo in gruppo.
L'anno migliore della squadra fu il 2003, quando Iban Mayo vinse la tappa con arrivo su uno dei più prestigiosi traguardi del Tour de France, l'Alpe d'Huez, precedendo di oltre due minuti il dominatore di quegli anni Lance Armstrong. Alla fine del Tour, Mayo si piazzò sesto in classifica generale; fece meglio di lui il compagno Haimar Zubeldia che, senza vincere alcuna tappa, si piazzò quinto. Nello stesso anno David Etxebarria si aggiudicò una frazione alla Vuelta a España.

### 2004-2008: l'ingresso nel ProTour e i primi successi di Sánchez
Nel biennio 2004-2005 la squadra non ottenne grandi risultati, eccetto due vittorie di tappa alla Vuelta a España 2005 con Laiseka e Samuel Sánchez, ciclista quest'ultimo asturiano ma cresciuto ciclisticamente a Enkarterri, in Biscaglia. Proprio la stagione 2005 vide l'Euskaltel acquisire una delle venti licenze del neonato circuito UCI ProTour, ottenendo così il diritto di partecipare a tutte le principali gare del calendario mondiale, clasiche e Giro d'Italia inclusi. Contestualmente venne lanciata una formazione giovanile di categoria Continental, la Orbea, che sarebbe rimasta attiva fino al 2012. Nel 2006 arrivarono il successo di Samuel Sánchez al Campionato di Zurigo, classica del calendario ProTour, due vittorie parziali alla Vuelta a España, con Igor Antón e lo stesso Sánchez, e il secondo posto di Sánchez al Giro di Lombardia.

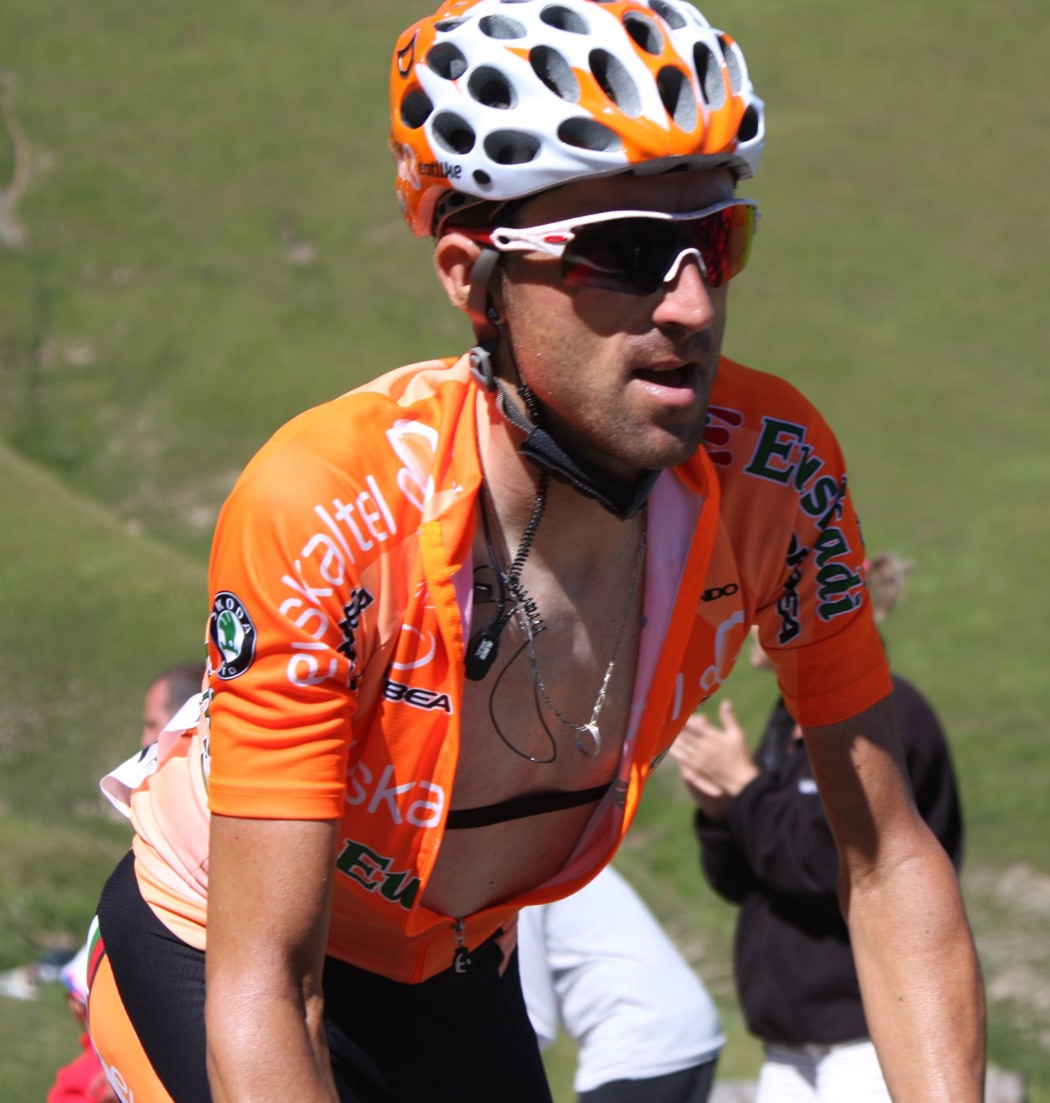
Haimar Zubeldia in azione al Tour de France 2008

Il 2007 partì con l'addio di Iban Mayo e alcune vittorie nelle corse di primavera, tra cui quella in una tappa alla Tirreno-Adriatico con Koldo Fernández. A luglio al Tour de France la squadra riuscì a piazzare Zubeldia al quinto posto della generale finale e Mikel Astarloza al nono; il giovane Amets Txurruka indossò inoltre la maglia bianca di miglior giovane, pur essendo terzo in questa speciale classifica (il primo, Alberto Contador, indossava la maglia gialla, il secondo Mauricio Soler quella a pois), e venne infine premiato sul podio di Parigi come supercombattivo di quel Tour. Alla Vuelta a España Sánchez si classificò terzo, primo atleta della squadra a salire su un podio di un grande giro: in quella gara vinse tre tappe, tra cui l'ultima cronometro, riuscendo a scalzare Cadel Evans dal terzo posto in classifica.
Nel 2008 l'Euskaltel si presentò al Tour de France con tre capitani, Sánchez, Zubeldia e Astarloza. Zubeldia deluse classificandosi quarantacinquesimo, Astarloza fu sedicesimo mentre Sánchez, dopo essere andato in crisi sui Pirenei, si riscattò sulle Alpi, giungendo secondo nella tappa dell'Alpe d'Huez e concludendo la corsa al settimo posto. Il 9 agosto 2008 giunse la vittoria più prestigiosa: Samuel Sánchez, pur con la maglia della Nazionale spagnola, vinse la medaglia d'oro olimpica, conquistando la gara in linea dei Giochi di Pechino davanti a Davide Rebellin e Fabian Cancellara.

### 2009-2013: i podi di Sánchez a Tour e Vuelta, le vittorie al Giro e il ritiro
Nel 2009 il team ottenne poche vittorie di rilievo: tra queste il successo di Astarloza nella sedicesima tappa del Tour de France, risultato però in seguito revocato dopo la sua positività all'Epo. Tra i piazzamenti, il secondo posto assoluto di Sánchez alla Vuelta a España, a soli 55" dal vincitore Alejandro Valverde. Nel 2010 Sánchez si classificò quarto al Tour de France: le successive squalifiche per doping del vincitore Contador e del terzo classificato Denis Men'šov consentirono al capitano dell'Euskaltel di salire al secondo posto della graduatoria generale, alle spalle del solo Andy Schleck. Alla Vuelta a España di quell'anno Igor Antón vinse due tappe e vestì per cinque giorni la maglia rossa, ma dovette ritirarsi, quando ancora era leader della corsa, per una frattura al gomito rimediata in una caduta.

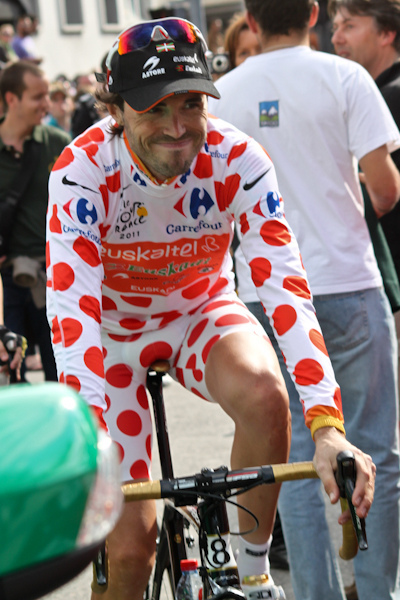
Samuel Sánchez in maglia a pois al Tour de France 2011

Nel 2011 la squadra ottenne le prime storiche vittorie al Giro d'Italia: in due giornate consecutive Igor Antón vinse la tappa del Monte Zoncolan, e Mikel Nieve quella con cinque GPM e arrivo a Gardeccia/Val di Fassa. Al seguente Tour de France Sánchez conquistò la maglia a pois della classifica scalatori e la tappa con arrivo a Luz Ardiden, a dodici anni dal successo di Laiseka sullo stesso traguardo; alla Vuelta a España Antón fece invece sua la frazione di Bilbao. L'anno dopo arrivò un altro successo al Giro d'Italia, con Ion Izagirre sull'arrivo di Falzes, e la vittoria di Sánchez nella gara di casa, la Vuelta al País Vasco; nello stesso anno la gestione del team era intanto passata dalla Fundación Euskadi alla società "Basque Cycling Pro Team", controllata da Euskaltel SA.
Nel 2013, per poter accumulare punti UCI e confermare così il posto nel World Tour, la squadra rinunciò alla sua vocazione di team esclusivamente basco, integrando in rosa otto ciclisti non spagnoli, tra cui gli sloveni Robert Vrečer e Jure Kocjan e il greco Ioannis Tamouridis. Il 20 agosto 2013, a causa del ritiro dei finanziamenti da parte della Comunità basca e l'impossibilità di Euskaltel di trovare un nuovo partner per il team, venne annunciato lo scioglimento della squadra a fine stagione. L'ultima corsa cui Euskaltel prese parte fu il Tour of Beijing, conclusosi il 15 ottobre 2013. Terminava così dopo venti stagioni e più di 150 vittorie la storia del team professionistico basco.

## Cronistoria

### Annuario
| Anno | Codice | Nome                                                               | Cat. | Biciclette | Dirigenza |
| ---- | ------ | ------------------------------------------------------------------ | ---- | ---------- | --- |
| 1994 | EUS    | Euskadi-Orbea (fino a metà marzo) Euskadi-Petronor (da metà marzo) | -    | Orbea      | Dir. sportivi: Domingo Perurena, José Luis Laka                                                                                           |
| 1995 | EUS    | Euskadi-Orbea                                                      | -    | Zeus-Orbea | Dir. sportivi: Domingo Perurena, José Luis Laka                                                                                           |
| 1996 | EUS    | Euskadi                                                            | -    | Zeus-Orbea | Manager: Mikel Eiguren Dir. sportivi: Domingo Perurena, José Luis Laka                                                                    |
| 1997 | EUS    | Euskadi                                                            | -    | Zeus-Orbea | Manager: Miguel Madariaga Dir. sportivi: Domingo Perurena, José Luis Laka                                                                 |
| 1998 | EUS    | Euskaltel-Euskadi                                                  | -    | Orbea      | Manager: Miguel Madariaga Dir. sportivi: Julián Gorospe, Tomás Amézaga                                                                    |
| 1999 | EUS    | Euskaltel-Euskadi                                                  | GSII | Orbea      | Manager: Miguel Madariaga Dir. sportivi: Rubén Gorospe, Julián Gorospe, Tomás Amézaga                                                     |
| 2000 | EUS    | Euskaltel-Euskadi                                                  | GSII | Orbea      | Manager: Miguel Madariaga Dir. sportivi: Rubén Gorospe, Julián Gorospe, Gérard Rué, Tomás Amézaga                                         |
| 2001 | EUS    | Euskaltel-Euskadi                                                  | GSI  | Zeus-Orbea | Manager: Miguel Madariaga Dir. sportivi: Rubén Gorospe, Julián Gorospe                                                                    |
| 2002 | EUS    | Euskaltel-Euskadi                                                  | GSI  | Zeus-Orbea | Manager: Miguel Madariaga Dir. sportivi: Rubén Gorospe, Julián Gorospe                                                                    |
| 2003 | EUS    | Euskaltel-Euskadi                                                  | GSI  | Zeus-Orbea | Manager: Miguel Madariaga Dir. sportivi: Rubén Gorospe, Julián Gorospe                                                                    |
| 2004 | EUS    | Euskaltel-Euskadi                                                  | GSI  | Zeus-Orbea | Manager: Miguel Madariaga Dir. sportivi: Gorka Gerrikagoitia, Julián Gorospe                                                              |
| 2005 | EUS    | Euskadi (fino all'11 giugno) Euskaltel-Euskadi (dal 12 giugno)     | PT   | Zeus-Orbea | Manager: Miguel Madariaga Dir. sportivi: Gorka Gerrikagoitia, Julián Gorospe                                                              |
| 2006 | EUS    | Euskaltel-Euskadi                                                  | PT   | Zeus-Orbea | Manager: Miguel Madariaga Dir. sportivi: Gorka Gerrikagoitia, Julián Gorospe, Javier Carballeda                                           |
| 2007 | EUS    | Euskaltel-Euskadi                                                  | PT   | Orbea      | Manager: Miguel Madariaga Dir. sportivi: Igor González de Galdeano, Gorka Gerrikagoitia, Jon Odriozola, Javier Carballeda                 |
| 2008 | EUS    | Euskaltel-Euskadi                                                  | PT   | Orbea      | Manager: Miguel Madariaga Dir. sportivi: Igor González de Galdeano, Gorka Gerrikagoitia, Jon Odriozola, Javier Carballeda                 |
| 2009 | EUS    | Euskaltel-Euskadi                                                  | PT   | Orbea      | Manager: Miguel Madariaga Dir. sportivi: Alexander Díaz, Igor González de Galdeano, Gorka Gerrikagoitia, Josu Larrazabal                  |
| 2010 | EUS    | Euskaltel-Euskadi                                                  | PT   | Orbea      | Manager: Miguel Madariaga Dir. sportivi: Álvaro González de Galdeano, Igor González de Galdeano, Gorka Gerrikagoitia, Josu Larrazabal     |
| 2011 | EUS    | Euskaltel-Euskadi                                                  | WT   | Orbea      | Manager: Igor González de Galdeano Dir. sportivi: Álvaro González de Galdeano, Gorka Gerrikagoitia, Josu Larrazabal                       |
| 2012 | EUS    | Euskaltel-Euskadi                                                  | WT   | Orbea      | Manager: Miguel Madariaga Dir. sportivi: Gorka Gerrikagoitia, Álvaro González de Galdeano, Iñaki Isasi                                    |
| 2013 | EUS    | Euskaltel-Euskadi                                                  | WT   | Orbea      | Manager: Igor González de Galdeano Dir. sportivi: Álvaro González de Galdeano, Iñaki Isasi, Sergio Quilez, Alexander Díaz, Óscar Guerrero |

### Classifiche UCI
| Anno | Classifica     | Pos. | Migliore cl. individuale          |
| ---- | -------------- | ---- | --------------------------------- |
| 1995 | -              | 32º  | Íñigo Cuesta (223º)               |
| 1996 | -              | 36º  | César Solaun (220º)               |
| 1997 | -              | 34º  | César Solaun (121º)               |
| 1998 | -              | 28º  | Álvaro González de Galdeano (96º) |
| 1999 | GSII           | 3º   | Roberto Laiseka (83º)             |
| 2000 | GSII           | 1º   | Haimar Zubeldia (32º)             |
| 2001 | GSI            | 17º  | David Etxebarria (48º)            |
| 2002 | GSI            | 24º  | David Etxebarria (49º)            |
| 2003 | GSI            | 13º  | Iban Mayo (10º)                   |
| 2004 | GSI            | 15º  | Iban Mayo (23º)                   |
| 2005 | ProTour        | 19º  | Aitor González (43º)              |
| 2006 | ProTour        | 17º  | Samuel Sánchez (2º)               |
| 2007 | ProTour        | 11º  | Samuel Sánchez (9º)               |
| 2008 | ProTour        | 7º   | Mikel Astarloza (11º)             |
| 2009 | World Calendar | 12º  | Samuel Sánchez (3º)               |
| 2010 | World Calendar | 13º  | Samuel Sánchez (8º)               |
| 2011 | World Tour     | 12º  | Samuel Sánchez (6º)               |
| 2012 | World Tour     | 13º  | Samuel Sánchez (9º)               |
| 2013 | World Tour     | 15º  | Jon Izagirre (32º)                |

## Palmarès
Aggiornato al 15 settembre 2013

### Grandi Giri
- Giro d'Italia

Partecipazioni: 7 (2005, 2006, 2007, 2008, 2011, 2012, 2013)
Vittorie di tappa: 3
2011: 2 (Igor Antón, Mikel Nieve)
2012: 1 (Jon Izagirre)
Vittorie finali: 0
Altre classifiche: 0
- Tour de France

Partecipazioni: 13 (2001, 2002, 2003, 2004, 2005, 2006, 2007, 2008, 2009, 2010, 2011, 2012, 2013)
Vittorie di tappa: 3
2001: 1 (Roberto Laiseka)
2003: 1 (Iban Mayo)
2011: 1 (Samuel Sánchez)
Vittorie finali: 0
Altre classifiche: 2
2007: Combattività (Amets Txurruka)
2011: Scalatori (Samuel Sánchez)
- Vuelta a España

Partecipazioni: 19 (1994, 1995, 1996, 1997, 1998, 1999, 2000, 2001, 2002, 2003, 2004, 2005, 2006, 2007, 2008, 2009, 2011, 2012, 2013)
Vittorie di tappa: 14
1999: 1 (Roberto Laiseka)
2000: 1 (Roberto Laiseka)
2003: 1 (Unai Etxebarria)
2005: 2 (Roberto Laiseka, Samuel Sánchez)
2006: 2 (Igor Antón, Samuel Sánchez)
2007: 3 (3 Samuel Sánchez)
2010: 3 (2 Igor Antón, Mikel Nieve)
2011: 1 (Igor Antón)
Vittorie finali: 0
Altre classifiche: 1
2013: Squadre

### Campionati nazionali
Strada
- Campionati spagnoli: 1

Cronometro: 1996 (Íñigo González de Heredia)
- Campionati greci: 2

Cronometro: 2013 (Ioannis Tamouridis)
In linea: 2013 (Ioannis Tamouridis)
Cross
- Campionati spagnoli: 1

2001, 2002 (David Seco Amundarain)